# مانوئل پابلو
مانوئل پابلو (انگلیسی: Manuel Pablo؛ زادهٔ ۲۵ ژانویهٔ ۱۹۷۶) یک بازیکن فوتبال اهل اسپانیا است.
از باشگاه‌هایی که در آن بازی کرده‌است می‌توان به دپورتیوو لاکرونیا، لاس پالماس، تیم ملی فوتبال زیر ۲۳ سال اسپانیا و تیم ملی فوتبال اسپانیا اشاره کرد.